# AT&T Center
Het AT&T Center is een indoor-sportstadion gelegen in San Antonio. Vaste bespelers zijn de San Antonio Spurs. 